# Несправжня жаба
Несправжня жаба (Pseudophryne) — рід земноводних родини Австралійські жаби ряду Безхвості. Має 14 видів.

## Опис
Загальна довжина представників цього роду коливається від 2,5 до 4 см. Голова широка, дещо сплощена. Очі великі з округлими зіницями. Тулуб товстий. Кінцівки невеликі, без перетинок. Забарвлення спини зазвичай коричневого або чорного кольорів з яскравими плямами на голові, спині або у задній частині. Також є низка видів зі світлими смугами (різного розміру та кількості).

## Спосіб життя
Полюбляють рідколісся, місцини поблизу водойм. Активні у присмерку або вночі. Живляться дрібними безхребетними або їх личинками.
Розмноження відбувається напередодні сезону дощів. Самиці відкладають до 30 яєць в ямку поблизу воду. З настанням дощів, потоки уносять яйця у водойму, де з яєць з'являються пуголовки.

## Розповсюдження
Мешкають у східній та південній Австралії.

## Види
- Pseudophryne australis
- Pseudophryne bibronii
- Pseudophryne coriacea
- Pseudophryne corroboree
- Pseudophryne covacevichae
- Pseudophryne dendyi
- Pseudophryne douglasi
- Pseudophryne guentheri
- Pseudophryne major
- Pseudophryne occidentalis
- Pseudophryne pengilleyi
- Pseudophryne raveni
- Pseudophryne robinsoni
- Pseudophryne semimarmorata